# ジョン・ホークウッド

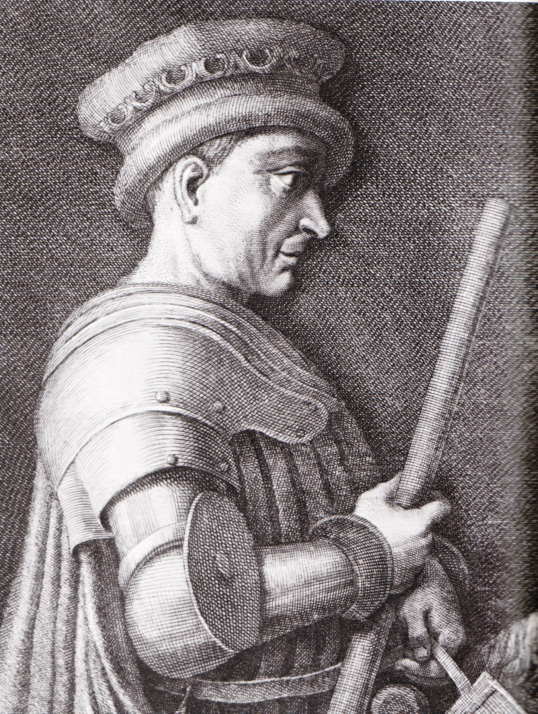
ホークウッドの版画絵

ジョン・ホークウッド（英語：John Hawkwood、1320年 - 1394年）は、14世紀イタリアにおける、イングランド出身のコンドッティエーレ（傭兵隊長）である。百年戦争でイングランド軍に従軍した後に傭兵となり、イタリアに渡った。その後30年以上の間、都市国家が乱立し分裂状態が続くイタリアにおいて、教皇をはじめ多くの勢力に仕えた。なお、ジャン・フロワサールは彼をアクード（Haccoude）としており、イタリアではジョヴァンニ・アクート（Giovanni Acuto）と呼ばれる。

## 生涯

### 百年戦争
青年期以前におけるホークウッドの経歴ははっきりとは不明であり、彼がどのように傭兵となったかもやはり不明な点が多い。もっとも受け入れられている説では、イングランド、エセックスのサイブル・ヘディングハム（Sible Hedingham）の革なめし職人の次男であり、後にロンドンに奉公にだされたという。兵士となる前、彼は仕立て屋をしていたとする説もある。
彼は百年戦争初期においてイングランド側として参戦したとされる。また伝承によれば、クレシーの戦いおよびポワティエの戦いにおいて、どちらか一方、もしくは両方に参加したとするが、どちらも参戦したという明確な証拠が無い。ほかの伝承では、エドワード黒太子が騎士の位を彼に与えたとするが、こちらも記録がない。なお、彼の百年戦争における軍歴は1360年にブレティニー仮和平条約（後のカレー条約）が締結され休戦期間に入ったため、終わりを告げることになる。

### イタリアへ
その後ホークウッドはフランスのブルゴーニュに移り小さな傭兵団に加入した。その後、アヴィニョン近郊で教皇勢力と戦う傭兵集団の一部となった。1360年代の初めごろに、彼はドイツ人傭兵隊長アルベルト・ステルツに代わり白衣団の指揮官になったとされる。1363年、ホークウッドと彼の手勢はモンフェッラート侯の傭兵集団の一部となり、ミラノ（当時ヴィスコンティ家がシニョリーア体制を築いていた）との間におけるアルプスの戦いで指揮を取った。その後、彼とその手勢はイタリアにとどまることになった。

### イタリアでの活動

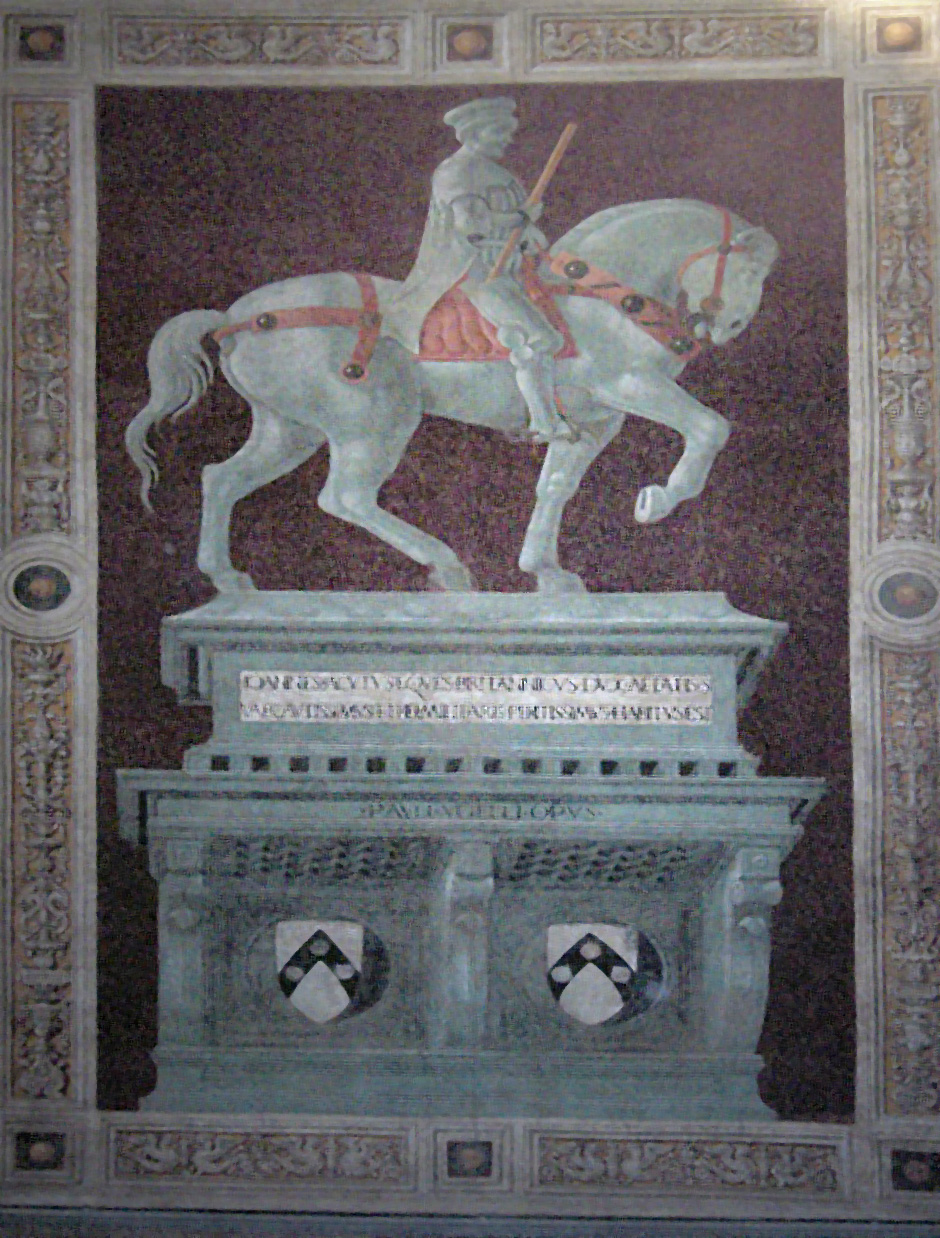
パオロ・ウッチェロによるホークウッドのフレスコ(1436年)

その後の数年間、彼と白衣団は傭兵らしく多くの雇用主の元で戦い、何回も陣営を変えた。1364年にはピサについてフィレンツェと戦い、1369年にはペルージャに付き教皇勢力と戦闘を行っている。1370年、彼はモンフェッラート侯に雇われていたころ戦ったミラノの僭主ベルナボ・ヴィスコンティの陣営に入り、ピサとフィレンツェを含んだ都市同盟と戦い、1372年にもヴィスコンティ家について以前の雇い主であるモンフェッラート侯と戦った。その後しばらくは教皇に仕えることになった。
ホークウッドの指揮の下、白衣団は高い評判を得、彼はその指揮官として有名になった。そして彼はレ・アクート（l'acuto。「鋭い者」といった意）と呼ばれるようになる。イタリアで彼がジョバンニ・アクートと呼ばれるのはこれに由来する（ジョバンニは英語のジョンに相当する）。彼の業績は多岐にわたるが、イタリアにおける流動的な政治情勢を、彼はあくまで自身の利益のために利用した。
イタリアの各都市国家は貿易に主眼を置いており、常備軍の代わりに傭兵を雇うことで兵力を保持していた。それを利用して、ホークウッドはしばしば自身の雇い主だった勢力の敵につくこともあった（先述したように、彼はモンフェッラート侯国に雇われている際に戦ったミラノに、後に雇われている）。彼はある勢力との戦闘依頼を受け、そしてその相手勢力を攻撃せずに両方から報酬を得るなどをしていた可能性もある。また、彼は自身の報酬を維持するために勢力を変えていた可能性もある。そして雇い主である諸勢力も、ホークウッドが自身の敵のために働かないようにホークウッドを雇う（抱き込む）こともあった（1375年には、八聖人戦争において教皇側についたホークウッドを、教皇と敵対していたフィレンツェが抱き込み、3ヶ月間攻撃を行わないという契約を取り付けている）。
ホークウッドが金を欲していたにもかかわらず雇い主が報酬を払わなかった場合、彼は契約放棄と略奪を盾に雇用主を脅した可能性もある。こうして得た富で、彼はロマーニャ地方の土地とトスカーナ地方に位置するモンテッキオ・ヴェスポーニ（it）城を買った。しかし、ホークウッドは文盲であった為、人に契約書を読ませてからサインしていたという。
1377年、ホークウッドは、教皇グレゴリウス11世の名の元、チェゼーナにおいて数千人規模の大虐殺を行った。一説には、彼はチェゼーナ市民の助命を約束したが、ジュネーヴのロベール枢機卿（後のアヴィニョン対立教皇クレメンス7世）が全員を殺害するように指示したとも言う（ただしホークウッドは、これ以外にも各地で虐殺を筆頭とした残虐行為を繰り返していたとされる）。その直後、彼は反教皇派勢力であるミラノに鞍替えし、ベルナボ・ヴィスコンティの娘（ただし彼女は嫡出ではない）であるドニア・ヴィスコンティと結婚した（後、彼女との間に男子1人と女子3人を儲けている。なお、婚姻の際すでに齢50半ばを過ぎていたホークウッドが初婚であったかどうかについては、意見が分かれている）。しかし、ヴィスコンティ家との関係は仲たがいですぐに破綻し、その後ホークウッドはフィレンツェについた。
1381年にはイングランド王リチャード2世から法王庁の大使に任命された。1387年、ホークウッドはフォルリのジョヴァンニ・オルデラッフィ（en）と争っていたパドヴァを支援するために送られたヴェローナ軍の指揮を取り、勝利した（カスタニャーロの戦い）。

### 晩年
1390年にはフィレンツェの総司令官となり、ミラノのジャン・ガレアッツォ・ヴィスコンティ（ホークウッドからすると義理の従兄弟にあたる）と戦った。ホークウッドの軍隊は敵の本拠地であるロンバルディア地方を攻め、ミラノまで16kmのところまで迫ったが、結局、アディジェ川まで撤退することになった。その年間、ホークウッドはフィレンツェの司令官を勤め、ヤーコポ・デル・ヴェルメ率いるミラノから同地を守った。結局ガレアッツォはフィレンツェと講和することになり、彼のフィレンツェ攻略は頓挫した。そのことから現代のフィレンツェでは、ミラノの侵攻を食い止めた救世主とされている。
この功績でホークウッドはフィレンツェの市民権と恩給を得た。このときすでにホークウッドは70歳を超えており、フィレンツェ郊外で余生を過ごした。1394年3月16日（17日とも）死去、サンタ・マリア・デル・フィオーレ大聖堂において国葬が執り行われた（死の直前、故郷であるエセックスへの帰郷を計画していたともいう）。その後、リチャード2世は彼の遺骸をイングランドに返還するように求め、遺体はイングランドに送られたといわれる。また、ホークウッドの息子は、イングランドのエセックスに移った。
1436年にはフィレンツェがパオロ・ウッチェロに任じて彼のフレスコ画を制作させた（現在もサンタ・マリア・デル・フィオーレ大聖堂に現存。上画像）。なお、本来の計画では銅像を立てるはずであったが、コストが高すぎることがわかったため、フレスコ画になったという。
死後、ホークウッドは、フィレンツェなどを敵から守った騎士としての評価と、チェゼーナなどで虐殺を働いた殺戮者としての評価の2つを得た。彼の生まれ故郷であるヘディングハムにはホークウッド・メモリアル・チャペルとホークウッドロードがあり、ロマーニャにはStrada Agutaがある。また、1592年には、リチャード・ジョンソンが著作において、重要人物9人のうちの1人に選んでいる。

## 書籍
- ドゥッチョ・バレストラッチ - 『フィレンツェの傭兵隊長ジョン・ホークウッド』、（白水社、2006年）
- フランシス・ストナー・サンダース - 『Hawkwood: The Diabolical Englishman』 (2004年). 
  - US edition: 『The Devil's Broker: Seeking Gold, God, and Glory in 14th Century Italy』 (2005年)
- William Caferro- 『John Hawkwood: An English Mercenary in Fourteenth-Century Italy』 (Johns Hopkins University Press, 2006年)
- John Temple-Leader & Giuseppe Marcotti - 『Sir John Hawkwood (L'Acuto) Story of a Condottiere』（英訳がウェブ上で閲覧可能。外部リンク参）
- アーサー・コナン・ドイル - 『白衣の騎士団』 (原本は1891年連載開始) - 大まかではあるがホークウッドと彼の功績を借用している。
- トミイ大塚 - 『ホークウッド』（コミックフラッパー） - ホークウッドとその傭兵団を主役とした漫画。カレー条約までを全8巻で描く（2011～2016年）